# 상촌초등학교 (충북)
상촌초등학교는 대한민국 충청북도 영동군 상촌면 임산리에 있는 공립 초등학교이다.

## 학교 연혁
- 1923년 5월 16일 상촌공립보통학교 개교(설립인가 4월 10일)
- 1938년 4월 1일 상촌공립심상소학교로 개칭[1]
- 1941년 4월 1일 상촌공립국민학교로 개칭[2]
- 1981년 3월 11일 병설유치원 개원
- 1983년 5월 14일 개교 60주년 기념행사
- 1991년 3월 1일 물한국민학교, 대해국민학교 통폐합
- 1993년 3월 1일 삼봉국민학교 통폐합
- 1996년 3월 1일 상촌초등학교로 개칭[3]
- 1998년 3월 10일 황학분교장 통폐합
- 2018년 3월 1일 제39대 장미현 교장 부임
- 2020년 3월 2일 입학식(초등학생 5명, 병설유치원 15명)

## 참고 자료
- 상촌초등학교 - 한국교육학술정보원 학교알리미